# Anthene anadema
Anthene anadema är en fjärilsart som beskrevs av Druce 1905. Anthene anadema ingår i släktet Anthene och familjen juvelvingar. Inga underarter finns listade i Catalogue of Life.